# Захарово (муниципальный округ Егорьевск)
Заха́рово — деревня в муниципальном округе Егорьевск Московской области России.

## География
Деревня Захарово расположена в северо-западной части муниципального округа Егорьевск, примерно в 2 километрах к югу от города Егорьевск. По западной окраине деревни протекает река Гуслянка. Высота над уровнем моря 158 метров.

## Название
В письменных источниках деревня упоминается как Захарово (1577 год). В середине XVIII — начале XX вtrf употреблялось также название Холмы или Малые Холмы. С 1926 года название Захарово стало единственным.
Название Холмы обусловлено расположением деревни на горке, определение Малые использовалось для различения названий с рядом расположенной деревней Холмы.

## История
До отмены крепостного права в России  деревней владел помещик Пушешников. После 1861 года деревня вошла в состав Бережковской волости Егорьевского уезда. Приход находился в Погосте Крутины.
В 1926 году деревня входила в Холмовский сельсовет Егорьевской волости Егорьевского уезда.
До 2006 года Захарово входило в состав Селиваниховского сельского округа Егорьевского района.
До 2015 года входила в состав городского поселения Егорьевск.
В 2015 году вошла в состав городского округа Егорьевск, образованного в том же году путём упразднения Егорьевского района и объединения всех его поселений в единый городской округ.

## Демография
В 1885 году в деревне проживало 165 человек, в 1905 году — 194 человека (98 мужчин, 96 женщин), в 1926 году — 229 человек (104 мужчины, 125 женщин). По переписи 2002 года — 247 человек (112 мужчин, 135 женщин). Население — 198 человек (2010).
| 1859 | 1868 | 1885 | 1905 | 1926 | 2002 | 2006 |
| ---- | ---- | ---- | ---- | ---- | ---- | ---- |
| 100  | ↗122 | ↗165 | ↗194 | ↗229 | ↗247 | ↘130 |
| 2010 |      |      |      |      |      |      |
| ↗198 |      |      |      |      |      |      |